# Konnie Johannesson
Konrad Jonasson Johannesson, detto Konnie (Glenboro, 10 agosto 1896 – Winnipeg, 28 ottobre 1968), è stato un hockeista su ghiaccio canadese.

## Palmarès

### Olimpiadi
- Oro a Anversa 1920 nell'hockey su ghiaccio.